# Рюрик II (броненосен крайцер)
Рюрик (на руски: Рюрик), познат и като „Рюрик II“, e броненосен крайцер на Руския императорски флот. Построен и проектиран от фирмата Викерс (на английски: Vickers), Англия. Заложен е през 1905 г., спуснат на вода на 4 ноември 1906 г., напълно готов към юли 1909 г. Той е последният и най-голям от всички броненосни крайцери, служили в Руския флот.

## История на името
Крайцерът е кръстен на един от най-известните руски кораби – неговият предшественик („Рюрик“), участвал и потънал геройски (на 14 август 1904 г.) в Руско-японската война.

## Конструкция
Корпусът на „Рюрик“ е разделен от отсеци чрез 30 водонепроницаеми прегради. Крайцерът има три непрекъснати палуби – горна, средна и долна. За намаляване на бордовото люлеене „Рюрик“ е снабден с два скулови кила с дължина по 60 м и височина 0,76 м. Рулът е балансирен, общата му площ съставлява 26,5 м².

### Въоръжение
„Рюрик“ носи двукалибрена главна артилерия.
8" оръдие разработено в сътрудничество на Обуховския стоманолеярен завод и фирмата „Викерс“. В 8-дм оръдия с дължина на ствола 50 калибра се изплзва бутален затвор система Уелин, позволяващ двойно увеличаване на скорострелността. 8" артилерия трябва да осигури в ескадрения бой поразяването на противника с фугасни снаряди, а 10" оръдия, посредством бронебойни снаряди, да поразява жизненоважните части на противниковия кораб.
10-дм оръдие с дължина 50 калибра англичаните разработват напълно само, но по руски тактико-технически задания. Характерна е система за скрепяване на ствола с дълги пръстени, макар в английската практика да господства теловата конструкция за скрепяване. Максималният ъгъл на възвишение съставлява 35°, а на снизяване -5°. Максималната им далечина на стрелба при ъгъл на възвишение от +35° съставлява 117 кабелтови. В боекомплектът за мирно време на 10"/50 оръдия влизат по 80 изстрела (мястото предвижда 96 изстрела) с картузно зареждане на оръдие.
Проектирането на кулите, се осъществява от компанията „Викерс“ по технически условия, изработени от МТК за 12" и 8" установки на броненосеца „Андрей Первозванный“.
Боекомплектът за 8" оръдия (по 110 изстрела на оръдие) е съставвн от фугасните снаряди „образец 1907 г.“ от два типа: с челен и дънен взриватели.
Противоминната артилерия на „Рюрик“ се състои от 20 120-мм/50 оръдия система „Викерса“ на централен щок.
Също така крайцерът носи четири 47-мм салютни оръдия. По-късно те са поставени по едно върху покривите на 8" кули, за да може да изпълняват две функции: на салютни и практически оръдия.

### Брониране
Основната конструктивна подводна защита на „Рюрик“ е трюмна подводна преграда, простираща се по цялата дължина на цитаделата на крайцера. Нейната дебелина съставлява 38 мм, направена е от стомана с повишена якост.

### Силова установка
Крайцерът има две 4-цилиндрови машини с тройно разширение, всяка от които привежда в действие свой вал, които имат обща мощност от 19 700 индикаторни конски сили и са разчетени за максимална скорост от 21 възела. Машините се захранват с пара от 28 водотръбни котли „Белвил“. Най-високата скорост достигната по време на ходовите изпитания се равнява на 21,43 възела при 142,6 об/мин и мощност 20 580 к.с. Пълният запас гориво е: 2000 т въглища и 200 т нефт, който е достатъчен за далечина на плаване от 6100 морски мили на ход 10 възела (19 км/ч). Котлите са поместени по четири в ред в четири напречни котелни отделения (по осем в трите първи и четири в кърмовото), димът от които се извежда в три комина.

## История на службата
„Рюрик“ е флагмански кораб на Балтийския флот, под командването на вицеадмирал Есен. От самото начало на Първата световна война взема активно участие в бойните действия в Балтийско море. Води артилерийска престрелка с немските кораби, поставя минни заграждения. На 20 ноември 1916 г., близо до остров Готланд, се натъква на мина, като на собствен ход достига Кронщат, където се ремонтира 2 месеца. Участва в знаменития Леден поход на Балтийския флот. След Октомврийската революция оръдията му са свалени, а самият кораб е предаден за скрап.

## Командири на кораба
- 1906 – капитан 1-ви ранг Николай Отович фон Есен, впоследствие адмирал на флота, а от началото на Първата световна война командващ Балтийския флот на Русия.
- 1906 – 1908 – капитан 1-ви ранг Константин Василиевич Стеценко, впоследствие адмирал на флота, началник на Морския генерален щаб от 1914 г.
- 1908 – 1910 – капитан 1-ви ранг Алексей Петрович Угрюмов, впоследствие вицеадмирал, а от 1 юни 1915 г. началник на Главно управление по корабостроене.
- 1910 – 1911 – капитан 1-ви ранг Иван Алексеевич Щоре.
- 1911 – 1914 – капитан 1-ви ранг Михаил Коронатович Бахирев, впоследствие вицеадмирал, един от най-заслужилите и популярни адмирали на руския императорски флот. Разстрелян на 16 януари 1920 г.
- 1914 – 1917 – капитан 1-ви ранг Александр Михайлович Пишнов.
- 1917 – 1918 – капитан 1-ви ранг Владимир Иванович Руднев.

## Оценка на проекта
| Заложен                                    | 1905               | 1905                  | 1905                | 1905              | 1903               | 1905              |
| Влиза в строй                              | 1907               | 1908                  | 1907                | 1908              | 1906               | 1909              |
| Размери, м (Д×Ш×Г)                         | 137,1×23×8         | 158,2×22,7×7,91       | 144,6×21,6×8,17     | 161,2×22,86×7,92  | 153,8×22,2×7,62    | 140,5×21,0×7,1    |
| Водоизместимост нормална                   | 13 750 т           | 14 595 ts             | 11 616 т            | 15 170 т          | 14 500 ts          | 9 832 т           |
| Пълна                                      | 15 400 т           | 16 085 ts             | 12 985 т            | 18 500 т          | 15 715 ts          | 10 600 т          |
| Силова установка                           |                    |                       |                     |                   |                    |                   |
| Мощност номинална, к.с. (скорост, възела)  | 20 500 (20,5)      | 27 000 (23)           | 26 000 (22,5)       | 19 700 (21)       | 23 000 (22)        | 20 000 (23)       |
| Максимална, к.с. (скорост, възела)         | 20 736 (20,5)      |                       | 28 783 (23,5)       | 20 580 (21,43)    | 26 963 (22,2)      | 20 808 (23,47)    |
| Далечина на плаване, мили (на ход, възела) |                    | 2920 (20,5) 8150 (10) | 4800 (14) 5120 (12) | 6100 (10)         | 6500 (10)          | 2500 (12)         |
| Брониране, мм                              |                    |                       |                     |                   |                    |                   |
| Борд                                       | 178                | 152                   | 150                 | 152               | 127                | 200               |
| Палуба                                     | 76                 | 38                    | 60                  | 38 + 25           | 76                 | 50                |
| Кули                                       | 178                | 203                   | 170                 | 203               | 229                | 180               |
| Въоръжение                                 | 4×305-мм 12×152-мм | 4×234-мм 10×190-мм    | 8×210-мм 6×150-мм   | 4×254-мм 8×203-мм | 4×254-мм 16×152-мм | 4×254-мм 8×190-мм |

Коментари към таблицата
1. ↑  по скосовете 102 мм

По противоминна артилерия руският крайцер уверено оставя зад себе си всчики свои чуждестранни еднокласници.

## Галерия
- „Рюрик“, 1913 г.
- Схема на въоръжението и бронята на крайцера.
- „Рюрик“

## Други кораби със същото име
- „Рюрик“ (фрегата)
- „Рюрик“